# Arnold de Raismes
Arnold de Raismes est un homme politique français né le 15 mars 1828 à Bourdon (Somme) et décédé le 11 janvier 1900 à Bourges (Cher)
Propriétaire terrien, il est conseiller général du canton d'Arzano quand il est élu sénateur monarchiste du Finistère en 1876. Réélu en 1885, il est battu en 1894. Il siège à l'extrême droite.

## Sources
- « Arnold de Raismes », dans Adolphe Robert et Gaston Cougny, Dictionnaire des parlementaires français, Edgar Bourloton, 1889-1891 [détail de l’édition]
- « Arnold de Raismes », dans le Dictionnaire des parlementaires français (1889-1940), sous la direction de Jean Jolly, PUF, 1960 [détail de l’édition]